# بوذاردشیر (شهر باستانی)
بوذاردشیر یا نوداردشیر یا نوکرداردشیر جزء شهرهایی است که توسط اردشیر بابکان بنا گردیده‌است. در ساحل غربی دجله در جائی که شاخه‌های این رود به هم پیوسته و رود بزرگی را تشکیل می‌دهند واقع بود به همین مناسبت پس از پیروزی اعراب آنجا موصل یعنی محل اتصال نامیده شد.